# Marisa Rezende
Marisa Rezende, nascida Marisa Pereira de Barcellos (Rio de Janeiro, 8 de agosto de 1944), é uma pianista e compositora brasileira.

## Biografia
Começou a estudar piano aos 5 anos de idade com Marieta de Saules. Concluiu o nível médio em 1961, pela Academia Lorenzo Fernandez. Em 1963 entrou para o curso de Composição na Escola Nacional de Música (hoje, Escola de Música da UFRJ). No mesmo ano estreou como concertista, interpretando obras de Bach, Liszt, Chopin e Henrique Oswald no Palácio Capanema.
Entre 1964 e 1966 morou em Boston, EUA, onde nasceram suas duas filhas mais velhas. De volta ao Rio de Janeiro, em 1968, nasceu sua filha caçula.
Em 1972, mudou-se para o Recife. Apresentou-se diversas vezes como solista com a Orquestra Sinfônica do Recife. Concluiu a graduação e foi novamente para os EUA, onde terminou mestrado em piano na Universidade da Califórnia, Santa Barbara, com Prof. Erno Daniel em 1976. Durante o mestrado, escreveu suas primeiras composições: Trio para oboé, trompa e piano e Trio para violino, violoncelo e piano.
De volta ao Recife, ensinou matérias teóricas como professora da UFPE. Na década de 1980, ao lado da carreira acadêmica, intensificou sua atuação como compositora e concertista. Em mais uma ida para Santa Barbara concluiu o seu doutorado em composição sob orientação de Prof. Peter Fricker em 1985, com um amplo portfólio de obras, entre as quais cita-se Sexteto em seis tempos e Concertante para oboé, piano e orquestra. Em 1987, tornou-se professora titular de composição da UFRJ. Em 1992 foi Visiting Researcher Fellow da Universidade de Keele, Inglaterra, onde trabalhou com Prof. John Sloboda. Aposentou-se da vida acadêmica em 2002, e a partir de então recebeu várias encomendas de obras orquestrais, também das Bienais de 2011, 2013 e 2015. 
Foi uma das fundadoras da Associação Nacional de Pesquisa e Pós-Graduação em Música. Criou na UFRJ o Grupo Música Nova, dedicado ao estudo e à interpretação da música brasileira contemporânea. Fundou também o Laboratório de Música e Tecnologia, em 1995 juntamente com Prof. Rodolfo Caesar.

## Principais obras
- Volante (1990) para flauta, clarineta, violoncelo e piano
- Sintagma (1988) para flauta, percussão e piano
- Variações (1995) para flauta
- Elos (1995) para cravo
- Ressonâncias (1983) para piano
- Mutações (1991) para piano a quatro mãos
- Contrastes (2001) para piano
- Vórtice (1997) para quarteto de cordas
- Cismas (1997) para trio de cordas, contrabaixo e piano.
- Ânima ( 2004) para clarineta e piano.
- Vereda  ( 2003) para orquestra sinfônica.
- Avessia ( 2005) para orquestra sinfônica.
- Viagem ao Vento ( 2008) para orquestra sinfônica.
- Miragem ( 2009) para piano.
- Olho d´água ( 2011) para quarteto de cordas, clarineta, contrabaixo e piano.
- Trama ( 2013) para violoncelo e orquestra de câmera.
- Fragmentos ( 2015) para orquestra de câmera.

## Discografia
- Marisa Rezende - Música de Câmara (2003) selo LAMI/USP
- Suites Brasileiras - Antônio Meneses, violoncelo - obra: Preludiando.
- Imaginário - Lidia Bazarian, piano . Selo LAMI/USP - obra: Miragem.
- Viola em Concerto - Marcus Ferrer, viola - obra: Pssssiu!...
- The new Grove's Dicionary of music and musicians: verbete por Gerard Béhague. London: Oxford University Press, 2001, vol. 21, p. 253.